# Hwangbo (apellido coreano)
Hwangbo es un apellido poco común en Corea. En 2000, había sólo 9.148 personas con este nombre en Corea del Sur. El apellido Hwangbo tiene dos clanes: el clan Yeongcheon Hwangbo y el clan Hwangju Hwangbo. El nombre Hwangbo se originó a partir del apellido chino Huangfu.

## Lista de Hwangbos famosos
- Hwangbo In, primer ministro de Joseon desde 1450 hasta 1453
- Hwangbo Kwan (황보관; 皇甫 官), futbolista (n. 1965)
- Hwangbo Hyejeong (황보 혜정), cantante (n. 1980)